# 二分靭帯
二分靭帯（にぶんじんたい、英：Bifurcated ligament）とは、踵骨から2方向に別れ立方骨と舟状骨に至る靭帯である。その形状からY靭帯とも呼ばれる。
また、踵骨から立方骨へ至る部分を踵立方靭帯（Lig. calcaneocuboideum）、舟状骨へ至る部分を踵舟靭帯（Lig. calcaneonaviculare）と呼ぶ。
足首の捻挫の約半数に二分靭帯の損傷が見られる。